# Борзыкин, Михаил Владимирович
Михаи́л Влади́мирович Борзы́кин (род. 27 мая 1962, Пятигорск) — советский и российский рок-музыкант, певец, композитор. Основатель и бессменный участник группы «Телевизор».

## Биография

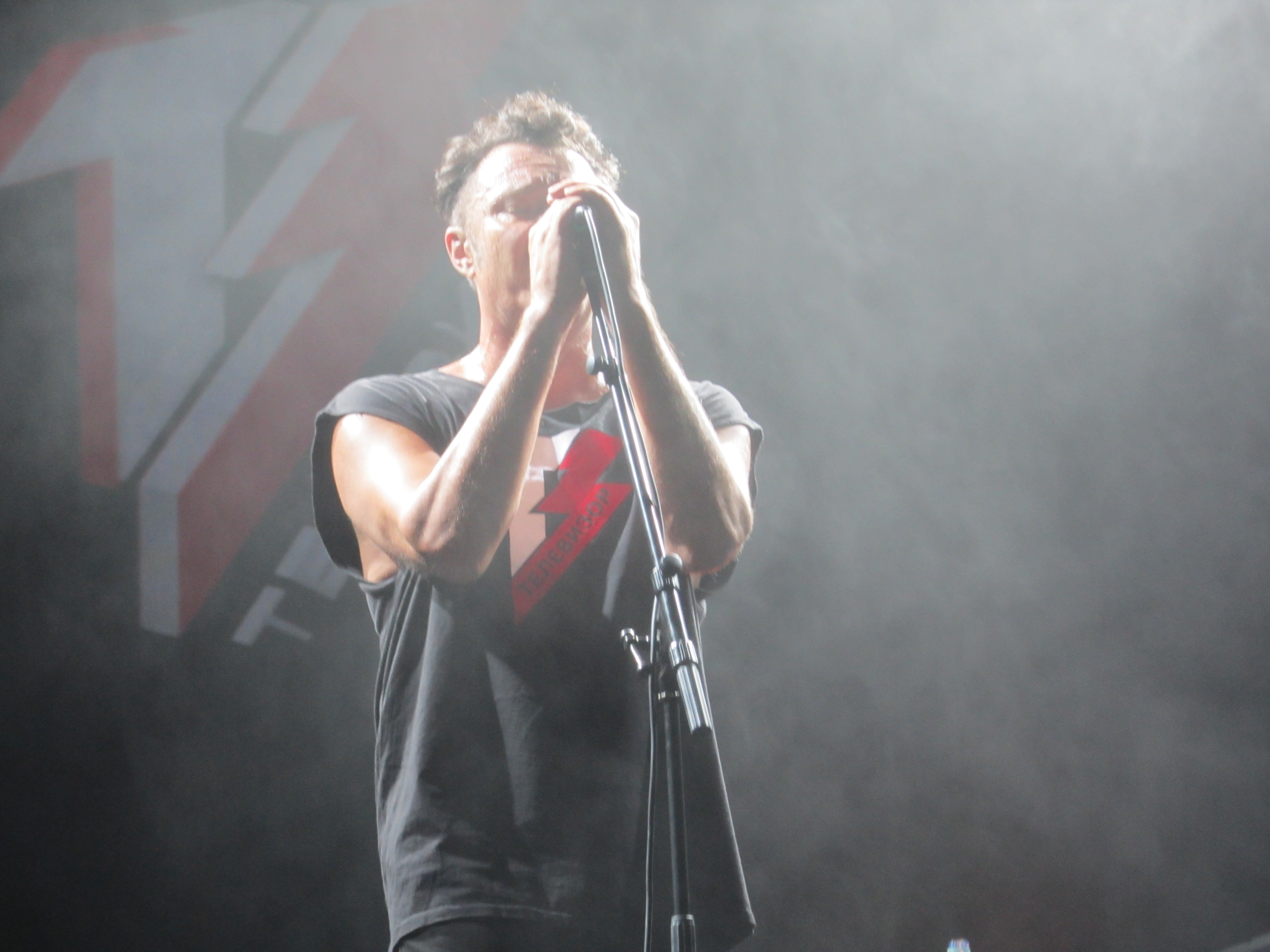
Борзыкин во время концерта (2015)

Родился в Пятигорске. В начале 1970-х годов переехал в Ленинград. Обучаясь в «английской» спецшколе, стал интересоваться западной рок-музыкой. Начиная со старших классов играл в самодеятельных рок-группах. По окончании школы поступил (со второй попытки) на английское отделение филологического факультета Ленинградского университета им. Андрея Жданова (1980). В феврале-марте 1984 года вместе с двумя музыкантами, ранее игравшими с ним в арт-рок-группе «Озеро», основал новую рок-группу, получившую название «Телевизор».
В мае того же 1984 года данный коллектив становится одним из лауреатов II Ленинградского рок-фестиваля, а Михаил Борзыкин признается фестивальным жюри лучшим автором текстов песен.
Летом 1984 года был отчислен с четвёртого курса ЛГУ с формулировкой «за академическую неуспеваемость» и с тех пор целиком посвятил себя занятию рок-музыкой.
В 1986 году, ещё задолго до реального начала горбачёвской перестройки, Борзыкин стал первым отечественным рок-музыкантом, начавшим исполнять так называемые «незалитованные» (то есть не разрешённые властями к публичному исполнению) песни, тексты которых имели ярко выраженную остросоциальную, протестную — и, по сути, антисоветскую направленность. Александр Кушнир в своей книге «100 магнитоальбомов советского рока» называл его Маяковским от рока. Песня Михаила Борзыкина «Твой Папа — Фашист», впервые прозвучавшая со сцены в феврале 1987 года и посвящённая тем, кто, по словам Борзыкина, «совершал мозговую кастрацию и агрессивно реагировал на любые проявления перемен», на многие последующие годы стала «визитной карточкой» группы «Телевизор».
Вся последующая жизнь и деятельность Михаила Борзыкина неразрывно связана с его группой. В истории «Телевизора» бывали моменты, когда Борзыкин фактически оставался единственным участником группы; при этом он никогда официально не объявлял о распаде коллектива.
25 апреля 2009 года «Телевизор» отметил своё 25-летие большим сольным концертом в Санкт-Петербурге, в котором приняли участие также и музыканты из прежних его составов: Александр Беляев (гитарист из первого состава), Алексей Рацен (барабанщик из второго состава) и Константин «Кот» Шумайлов (клавишник из третьего состава, игравший также с Михаилом Борзыкиным дуэтом в середине 1990-х годов). В тот же день в продажу в Санкт-Петербурге и в Москве поступил новый студийный альбом под названием «Дежавю» — первый за последние четыре года.
В 2010 году вышел в продажу первый DVD группы «XXV лет в одной лодке», записанный на концерте в ДК Ленсовета 25 апреля 2009 года. 17 апреля 2010 года в петербургском клубе «Орландина» состоялся концерт-презентация нового релиза. Летом 2010 года Михаил Борзыкин принимает участие во вручении премии «Степной Волк» в ЦДХ в Москве, открытом концерте в Ярославле.
В 2019 году Михаил Борзыкин уехал в Швецию по «программе как гость-писатель» и пробыл там два года. В тот же период вместе с «Телевизором» он выступал в Нью-Йорке, Сан-Франциско, Гамбурге и городах Швеции. В последнее время он проживает в Черногории, где у него есть недвижимость.

## Сольное исполнение
| №  | Песня                              | Альбом              |
| -- | ---------------------------------- | ------------------- |
| 1  | «Город»                            | «Шествие рыб»       |
| 2  | «Я не виноват»                     | «Шествие рыб»       |
| 3  | «Цветные сны»                      | «Шествие рыб»       |
| 4  | «Товарищ Сухов»                    | «Шествие рыб»       |
| 5  | «Кто ты?»                          | «Отечество иллюзий» |
| 6  | «Шанс»                             | «Дым-туман»         |
| 7  | «Гости»                            | «Дым-туман»         |
| 8  | «Я у вольных, у небес»             | «Дым-туман»         |
| 9  | «Муха-блюз»                        | «Двое»              |
| 10 | «Ты на пути в Чикаго»              | «Двое»              |
| 11 | «Листик»                           | «Двое»              |
| 12 | «Душа»                             | «Путь к успеху»     |
| 13 | «Быть бы»                          | «Путь к успеху»     |
| 14 | «Танго»                            | Перекрёсток         |
| 15 | «Заколотите подвал!»               | «Дежавю»            |
| 16 | «Две барракуды»                    | «Ихтиозавр»         |
| 17 | «Безумный тунец»                   | «Ихтиозавр»         |
| 18 | «Рыбный день»(автор А.Н. Башлачёв) |                     |
| 19 | «Красный снег»                     | «Ихтиозавр»         |
| 20 | «Ихтиозавр»                        | «Ихтиозавр»         |
| 21 | «Хороводоворот»                    | «Ихтиозавр»         |
| 22 | «А по берегам»                     | «Ихтиозавр»         |

## Дискография
- «Шествие рыб» (1985)
- «Отечество иллюзий» (1987)
- «Музыка для мёртвых» (1987, издан в 2011 году)
- «Концерт в Амстердаме» (1988, переиздан в 2015 году)
- «Отчуждение» (1989, издан в 2014 году)
- «Мечта самоубийцы» (1991)
- «Дым-туман» (1992)
- «Живой» (1994)
- «Двое» (1995)
- «Путь к успеху» (2001)
- «Перекрёсток» (2002, переиздан в 2016 году) — сольный электроакустический альбом Михаила Борзыкина
- «МегаМизантроп» (2004)
- «Отчуждение-2005» (2005)
- «Заколотите подвал!»(сингл) (2008)
- «Дежавю» (2009)
- «XXV лет в одной лодке» (концертный DVD, 2010)
- «Просто быть никем»(сингл) (2014)
- «Ихтиозавр» (2016)

## Прочие сведения
- Михаил Борзыкин — участник маршей несогласных и «Стратегии-31»[3].
- В советское время[3] около года состоял в браке, который после этого распался[4].
- Является героем рассказа Захара Прилепина «Герой рок-н-ролла».
- Песню «Дети уходят» Борзыкин написал под впечатлением от прочтения повести Братьев Стругацких «Гадкие лебеди»[5].